# Bijzondere rechtspleging

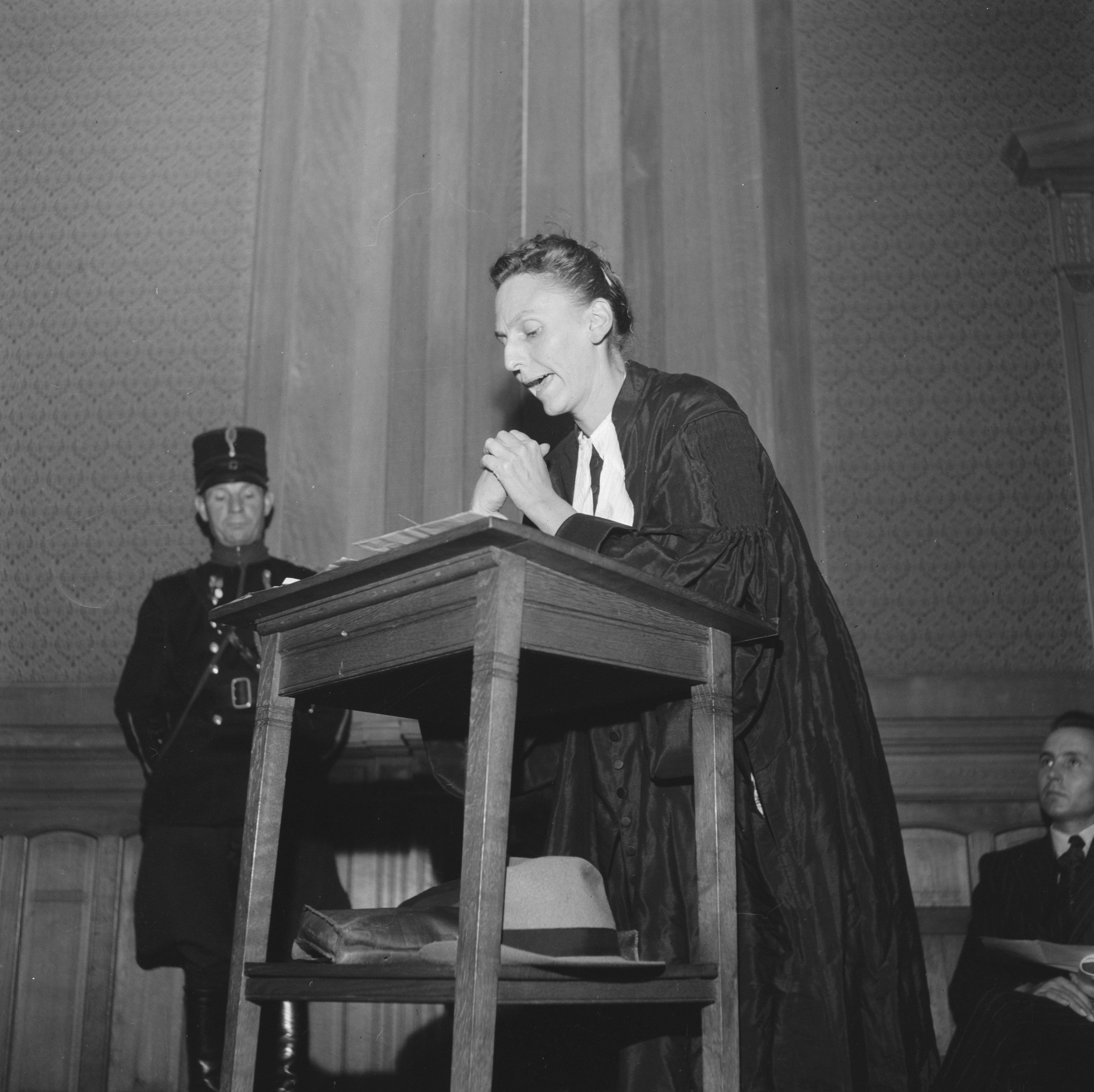
Tribunaal Bijzondere Rechtspleging te Den Bosch, eerste zitting

De bijzondere rechtspleging was een bijzondere regeling voor rechtspleging die na de bevrijding van Nederland in 1945 van overheersing door Nazi-Duitsland tot doel had al diegenen te berechten die zich gedurende de Tweede Wereldoorlog schuldig hadden gemaakt aan vooral collaboratie, hoog- en landverraad en oorlogsmisdaden. Op 5 november 1945 werd het Directoraat-Generaal voor Bijzondere Rechtspleging (DGBR) ingesteld op het ministerie van Justitie, dat de leiding had over de organisatie. Er werden speciale rechtbanken ingesteld: Tribunalen en Bijzondere Gerechtshoven. Zij deden respectievelijk zo'n 50.000 en 14.500 uitspraken. De Bijzondere Gerechtshoven spraken  154 doodstraffen uit.
Tot deze speciale strafrechttoepassing werd reeds besloten door de Nederlandse regering in ballingschap in 1943 en reeds in het najaar van 1944, begon meteen toen Zuidelijk Nederland werd bevrijd de daadwerkelijke vervolging. Na de complete Bevrijding van het land in mei 1945 kreeg het stelsel een nationale structuur.

## Voorbereiding
De bijzondere rechtspleging werd in 1943 middels een viertal besluiten ingesteld, namelijk het:
- Besluit Buitengewoon Strafrecht:[2]

In dit besluit werd onder meer strafbaar gesteld: misdrijven tegen de veiligheid van de staat (zoals dienstneming bij en hulpverlening aan de Duitsers) en verder misdrijven als moord, doodslag en mishandeling. Strafbaar werd voorts verklaard ieder die een ander in handen van de bezetter had gespeeld.
- Besluit op de Bijzondere Gerechtshoven:[3]

Met dit besluit werden in Amsterdam, Arnhem, 's-Hertogenbosch, Den Haag en Leeuwarden de Bijzondere Gerechtshoven in het leven geroepen. Daarnaast werd een Bijzondere Raad van Cassatie opgericht. Het besluit bepaalde dat de raad met vijf leden vonniste, waarvan één of twee leden militair waren en de overige leden jurist. De hoven vonnisten volgens het besluit met drie leden, waarvan één militair, hoewel in de praktijk ook colleges met vijf leden voorkwamen.
- Besluit Buitengewone Rechtspleging:[4]

Dit besluit regelde de procedure voor de hoven en de raad.
- Bijzonder Gratie-adviesbesluit:[5]

Deze bepaalde dat de Kroon gratie kon verlenen.
Deze besluiten voorzagen echter niet in een rechtsgrondslag voor de hechtenis van de verdachte en gearresteerde delinquenten, daarom werden deze besluiten in 1945 aangevuld met het Besluit politieke delinquenten 1945 dat hierin voorzag.

## Aantallen
Naar alle waarschijnlijkheid zijn er omstreeks 150.000 personen gearresteerd in het kader van de bijzondere rechtspleging. Het was gezien dit enorme aantal niet mogelijk al dezen te vervolgen; bijna 90.000 werden daarom in de loop der tijd voorwaardelijk buiten vervolging gesteld. Bij een voorwaardelijke buitenvervolgingstelling besloot de procureur-fiscaal (een speciale openbaar aanklager) om een verdachte niet verder te vervolgen, maar legde wel maatregelen op. Hieronder viel het (tijdelijk) afnemen van bepaalde burgerrechten, zoals kiesrecht, het bekleden van publieke ambten of het dienen in het leger. Er werd onder andere voor een voorwaardelijke buitenvervolgingstelling gekozen als de verdachte al net zo lang of langer in voorarrest zat dan hun verwachte straf.
De Bijzondere Gerechtshoven hebben tegen ruim 14.000 personen (onder wie 242 Duitsers) straffen uitgesproken. De Tribunalen deden bijna 50.000 uitspraken.

## Groepen
De 14.000 personen die door Bijzondere Gerechtshoven zijn berecht bestonden uit de volgende groepen:
- bestuurders die de nationaalsocialistische beginselen onderschreven
- economische collaborateurs
- mensenjagers
- mishandelaars
- moordenaars
- de NSB-top
- politiefunctionarissen
- propagandisten
- verraders
- wapendragers

## Gratiëring
Vanaf 1947 vond, in enkele golven, veelvuldig gratiëring plaats. Het gevolg was dat in 1964 de laatste Nederlandse politieke delinquent de gevangenis verliet. Daarna zaten nog slechts de Duitse oorlogsmisdadigers Willy Lages, Franz Fischer, Ferdinand aus der Fünten en Joseph Kotalla vast (de Vier van Breda).

## Executies

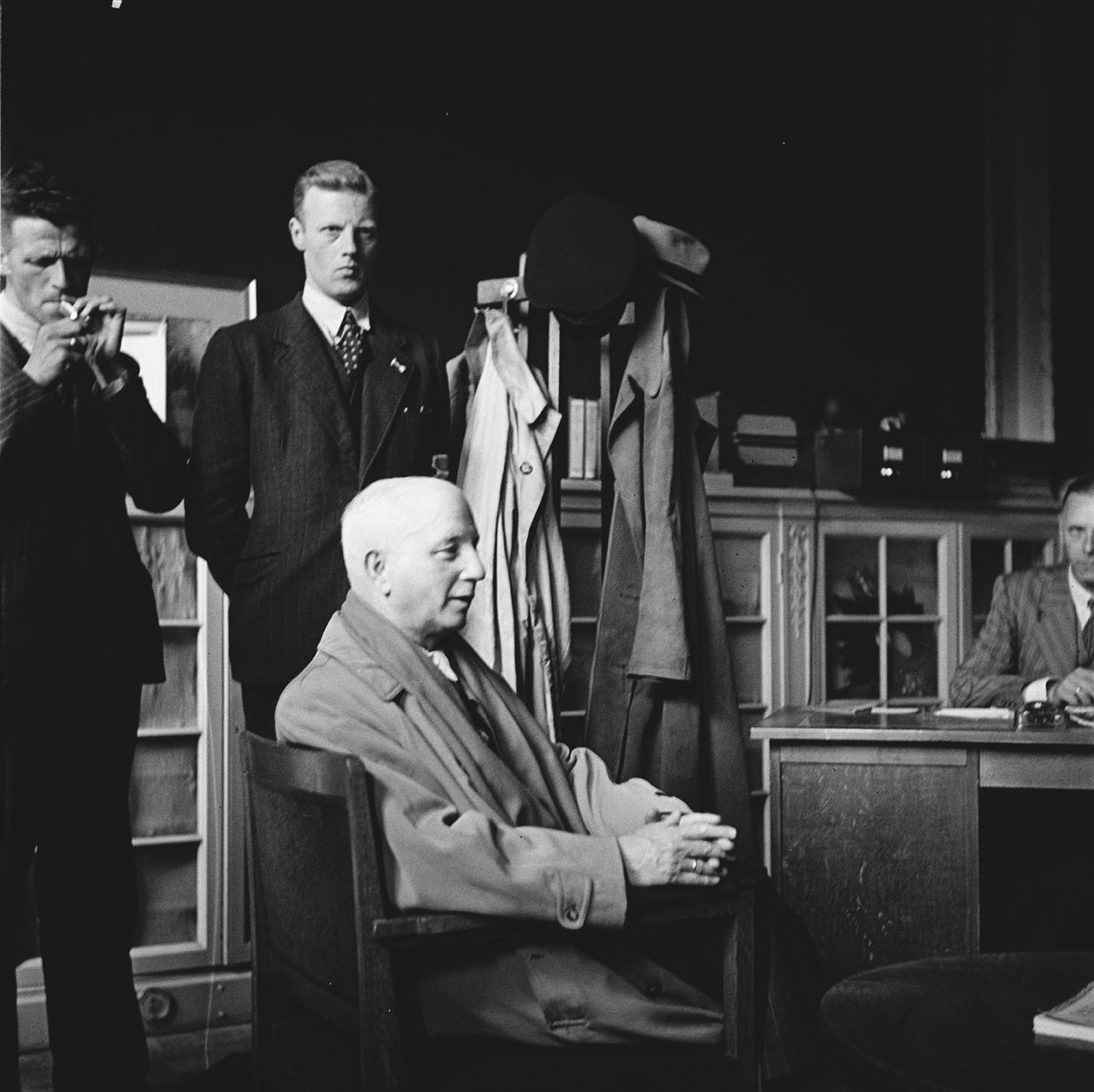
Verhoor in mei 1945 van Max Blokzijl, de radiopropagandist van de NSB. Blokzijl werd in september 1945 door het Bijzonder Gerechtshof in Den Haag ter dood veroordeeld en is een jaar later gefusilleerd

Er zijn in totaal 154 doodstraffen uitgesproken, waarvan er uiteindelijk 40 zijn voltrokken. Onder anderen Anton Mussert en Hanns Albin Rauter zijn voor een vuurpeloton terechtgesteld, maar ook radiopresentator en hoofd Persdienst Max Blokzijl, die werd gezien als de stem van het Nederlandse nationaalsocialisme. 
Drie executies werden al voor de bevrijding van het hele land en de officiële wettelijke start van de Bijzondere Gerechtshoven uitgevoerd. Op 3 mei 1945 zijn namelijk Warner Salomons, Teun Pâques en Henk Eggers geëxecuteerd.
Na deze drie volgde als eerste onder het regiem van de bijzondere gerechtshoven de pro-Duitse propagandist Max Blokzijl op 16 maart 1946. Mussert was de tweede en in totaal werden 39 mensen geëxecuteerd, met als bekendste de Duitser Hanns Rauter. Er werd één vrouw geëxecuteerd, de Joodse verraadster Ans van Dijk. Ook de broer van de in 2011 nog gezochte oorlogsmisdadiger Klaas Faber, genaamd Pieter Faber, werd geëxecuteerd.
De laatste executies, die van Artur Albrecht en Andries Pieters, vonden plaats in maart 1952. Daarnaast pleegden twee veroordeelden zelfmoord.
Vooral het gratiebeleid na 1947 heeft ervoor gezorgd dat veel oorlogsmisdadigers de doodstraf ontliepen. Tegen de zin van sommige verzetslieden werden, door de invloed van minister Donker en koningin Juliana, veel doodstraffen omgezet in een tijdelijke of levenslange gevangenisstraf.
De Wet van 13 mei 1948 tot opheffing van de bijzondere gerechtshoven, de Bijzondere Raad van Cassatie en de tribunalen bepaalt dat deze op nader te bepalen tijdstippen worden opgeheven. De Bijzondere Gerechtshoven in Den Haag en Leeuwarden zijn per 1 juli 1948 opgeheven onder gelijktijdige instelling van bijzondere strafkamers voor de afdoening van misdrijven in het Buitengewoon besluit strafrecht bij de rechtbanken Leeuwarden, Groningen, Assen, Middelburg, Den Haag, Dordrecht en Rotterdam.

## Nederlands-Indië
Na de capitulatie van Japan op 15 augustus 1945 werd als uitvloeisel van internationale afspraken ieder geallieerd land de mogelijkheid geboden, naar het geldend recht van dat land, Japanse oorlogsmisdadigers te berechten. Een uitzondering hierop vormden de voor het Tokio-Tribunaal geselecteerde Japanse oorlogsmisdadigers. In Nederlands-Indië werden vijftien Temporaire Krijgsraden geïnstalleerd. De raad te Batavia behandelde het merendeel der zaken, waaronder die tegen de Kempeitai. Uit de processtukken bleek hoe in strijd met de wetten en gebruiken in oorlogstijd door leden van de Kempeitai de vernederingen en folteringen van de slachtoffers plaats hadden gevonden.

## Archieven
Het Centraal Archief Bijzondere Rechtspleging (CABR) is ondergebracht bij het Nationaal Archief. Het is beperkt openbaar tot 1 januari 2025.
Het archief omvat vier kilometer aan materiaal. In het kader van project Oorlog voor de Rechter, een samenwerkingsverband van het Nationaal Archief, het WO2Net, het Huygens Instituut en het NIOD, wordt gewerkt aan openbaarmaking van het archief per 2025. Hiertoe is per september 2023 gestart met het volledig digitaliseren van het 3,8 strekkende kilometer archief. Naar verwachting zal het digitaliseren duren tot in 2027.
Het archief zou aanvankelijk vanaf 2025 volledig online beschikbaar zijn. Maar dit plan is herzien na een waarschuwing van de Autoriteit Persoonsgegevens. De toezichthouder uitte zorgen over de privacy van de nabestaanden van de zogenaamde collaborateurs. Thans is alleen de namenlijst met 425.000 namen openbaar gemaakt. Om individuele dossiers in te zien moet men een afspraak maken bij het Nationaal Archief. Ook de openbaarmaking van het register stuitte op kritiek. De personen die op de collaborateurslijst voorkomen, kunnen daadwerkelijke collaborateurs zijn geweest, maar ook mensen die geheel ten onrechte van collaboratie zijn beschuldigd. Het etiket ‘collaborateur’ zou nu mogelijk niet alleen aan de mensen op de lijst gaan kleven, maar ook aan hun familieleden/nabestaanden. Als schokkend is ervaren dat op de collaborateurslijst ook namen voorkomen van Nederlandse Joden die tijdens de Tweede Wereldoorlog zijn vermoord.